# Johannes Klingenberg Sejersted
Johannes Klingenberg Sejersted (Flå, 7 april 1761 - Trondheim, 17 september 1823) was een Noors generaal ten tijde van de Coalitieoorlogen.

## Biografie
Sejersted werd geboren als de zoon van luitenant-kolonel Jens Fredrik Svane Sejersted en Dorothea Catharina Klingenberg. Hij studeerde aan de Universiteit van Kopenhagen tussen 1777 en 1781. In 1788 diende hij als aide-de-camp onder generaal Moltke tijdens de Theater Oorlog. Vanaf 1794 ging hij na verscheidene promoties deel uitmaken van de Deens-Noorse generale staf. Hij diende in 1808 aan de zijde van prins Christiaan August tijdens de Deens-Zweedse Oorlog. Later dat jaar werd Sejersted tot kolonel gepromoveerd.
In 1814 werd hij door prins Christiaan Frederik uitgenodigd om deel te nemen aan de vergadering van notabelen. Na de Noorse onafhankelijkheidsverklaring in mei van dat jaar werd hij het hoofd van de nieuwe Noorse generale staf en werd hij majoor-generaal. Door de Vrede van Kiel kwam het nieuwe land in oorlog met Zweden. Ondanks de defensieve plannen van Sejersted viel Noorwegen ten prooi aan de Zweden. Na de Conventie van Moss werd de Unie tussen Zweden en Noorwegen een feit. Hij bleef dienen in het leger en werd zelfs nog luitenant-generaal. Hij overleed ongehuwd en zonder kinderen in Trondheim in 1823.